# Picroceroides
Picroceroides is een geslacht van kreeftachtigen uit de klasse van de Malacostraca (hogere kreeftachtigen).

## Soort
- Picroceroides tubularis Miers, 1886